# Cassitas
Os cassitas (Kashshû) foram uma tribo do Antigo Oriente que controlou a Babilónia após a queda do Império Paleobabilónico cerca de 1 531 a.C. O reinado dos cassitas durou até 1 155 a.C., quando foram derrotados pelos elamitas. Sua linguagem é classificada como isolada.

## História

### Origem
Os cassitas são um dos povos com origem mais misteriosa dentre os vários que povoaram a antiga Mesopotâmia. Acredita-se que são oriundos do sudoeste do Irão e que chegaram à Babilónia através dos Montes Zagros. As primeiras menções dos cassitas os situam no século XVIII a.C., quando atacaram a Babilónia no nono ano de reinado de Samsiluna (o qual reinou entre 1 686−1 648 a.C., filho de Hamurabi. Samsiluna repeliu a invasão, porém os cassitas conquistaram o norte da Babilónia após a queda desta para os hititas em 1 531 a.C., terminando por conquistar também a parte sul em 1 437 a.C..

### Dinastia cassita de Babilónia

Império Babilónico sob a dinastia cassita

Não se conhece o modo como os cassitas ocuparam o trono da Babilónia, após a queda da cidade perante os hititas. Provavelmente, o primeiro rei cassita da Babilónia foi Agum II, que trouxe a estátua do deus Marduque de volta para a cidade, após ela ser roubada pelos hititas. Os cassitas impuseram a paz e a ordem no território, criando um período de estabilidade, proporcionando uma grande prosperidade. Houve um descenso no número de habitantes nas cidades e um aumento de grandes povoados e aldeias, o que poderia significar uma melhor partilha da  terra de cultivo e a segurança suficiente para estabelecer-se fora da proteção das cidades. Os preços baixaram durante um século em um padrão-ouro, como é feito na atualidade.
Os cassitas formavam uma reduzida elite social disseminada pelo território, sendo o núcleo do exército, do governo e da corte. A ascensão da dinastia cassita ao trono da Babilónia não supõe ter havido uma ruptura cultural nem política, e pouco a pouco foram sendo diluídos nos elementos acádios e sumérios originais. Os últimos reis da dinastia possuíram nomes acádios
Os cassitas criaram uma rede de províncias para administrar o reino, geralmente governadas por personagens locais. Em nível internacional, Babilônia fica distante do centro político, já que  primeiro Mitani e também a Assíria criam obstáculos para a sua saída ao norte. Ainda assim, os contatos e relações comerciais são frequentes. Assim, Caraindas organizou um serviço de correio regular entre a Babilónia e o Egito. Curigalzu I financiou com ouro egípcio a construção de sua nova capital, Dur-Curigalzu. Cadasmanenlil I ofereceu, primeiramente, sua irmã e, posteriormente, sua filha em matrimônio com Amenófis III. Tem-se registros através das cartas encontradas em  Amarna das negociações que levaram a cabo de ambos monarcas para estabelecer uma contrapartida em ouro. Também sabe-se das relações comerciais que mantiveram com os reis hitita s Hatusil III e Cadasmanenlil II. Escavações realizadas na década de 1960 na área do Bahrein, em cuja ilha está localizado um assentamento comercial e uma fortaleza, e textos localizados em Nipur, sugerem que essa zona do Golfo Pérsico era governada por reis cassitas.